# Hrabstwo Spencer (Indiana)
Hrabstwo Spencer (ang. Spencer County) – hrabstwo w stanie Indiana w Stanach Zjednoczonych.

## Geografia
Według spisu z 2010 roku obszar całkowity hrabstwa obejmuje powierzchnię 401,43 mili2 (1039,7 km²), z czego 396,74 mili2 (1027,55 km²) stanowią lądy, a 4,68 mili2 (12,12 km²) stanowią wody. Według szacunków United States Census Bureau w roku 2012 miało 20 837 mieszkańców. Jego siedzibą administracyjną jest Rockport.

### Miasta
- Chrisney
- Dale
- Gentryville
- Grandview
- Richland City
- Rockport
- Santa Claus

### CDP
- Hatfield
- St. Meinrad